# Rezzo
Rezzo é uma comuna italiana da região da Ligúria, província de Impéria, com cerca de 393 habitantes. Estende-se por uma área de 37 km², tendo uma densidade populacional de 11 hab/km². Faz fronteira com Aurigo, Borgomaro, Carpasio, Molini di Triora, Montegrosso Pian Latte, Pieve di Teco, Pornassio.

## Demografia
| Variação demográfica do município entre 1861 e 2011                               |
|                                                                                   |
| Fonte: Istituto Nazionale di Statistica (ISTAT) - Elaboração gráfica da Wikipedia |